# Brunn (Köditz)
Brunn ist ein Gemeindeteil der Gemeinde Köditz im Landkreis Hof (Oberfranken, Bayern). Brunn liegt in der Gemarkung Köditz.

## Geografie
Das Dorf liegt auf freier Flur. Diese wird im Westen von der Bundesautobahn 9 und im Süden von der Bundesautobahn 72 durchschnitten, die im Südwesten das Autobahndreieck Bayerisches Vogtland bilden. Unmittelbar nördlich des Ortes verläuft eine Hochspannungsleitung. Eine Gemeindeverbindungsstraße führt zur Kreisstraße HO 33 bei Dörnthal (0,7 km nordwestlich) bzw. die A 72 überbrückend nach Köditz zur Bundesstraße 173 (4 km östlich).

## Geschichte
1390 bestand Brunn aus neun Höfen. Lehensherren waren die Vögte von Gera. 1499 war Erhard von Zedtwitz zu Hohendorf im Ort begütert. Er durfte auch die in der Nähe befindliche Eisenerzgrube „Zur Morgenröte“ nutzen. 1540 kaufte das Klarissenkloster Hof dessen Güter und Nutzungsrechte. Gegen Ende des 18. Jahrhunderts gab es in Brunn aus zwölf Anwesen. Die Hochgerichtsbarkeit hatte das bayreuthische Stadtvogteiamt Hof. Grundherren waren das Klosteramt Hof (4 Anwesen), das Kastenamt Hof (1 Anwesen), Oertel zu Hohendorf (2 Anwesen) und Beulwitz zu Töpen (7 Anwesen).
Von 1797 bis 1810 unterstand Brunn dem Justiz- und Kammeramt Hof. Infolge des Ersten Gemeindeedikts wurde Brunn dem 1812 gebildeten Steuerdistrikt Köditz und der zugleich entstandenen Ruralgemeinde Köditz zugewiesen.

### Einwohnerentwicklung
| Jahr      | 00 1799 | 001819 | 001861 | 001871 | 001885 | 001900 | 001925 | 001950 | 001961 | 001970 | 001987 |
| Einwohner | 71      | 90     | 123    | 133    | 139    | 110    | 101    | 177    | 70     | 70     | 72     |
| Häuser    | 12      |        |        |        | 20     | 21     | 20     | 15     | 18     |        | 20     |
| Quelle    | [ 6 ]   | [ 7 ]  | [ 10 ] | [ 11 ] | [ 12 ] | [ 13 ] | [ 14 ] | [ 15 ] | [ 16 ] | [ 17 ] | [ 1 ]  |

## Religion
Brunn ist seit der Reformation evangelisch-lutherisch geprägt und bis heute nach Selbitz gepfarrt.